# Лінь Саньчжи
Лінь Саньчжи (林散之, 20 листопада 1898 — 6 грудня 1989) — китайський поет, каліграф, живописець.

## Життєпис
Народився 20 листопада 1898 року у Няоцзян (повіт Хесянь, провінція Аньхой). Був вихідцем з бідної родини. Талант і працьовитість відкрили перед селянським сином доступ до гарній освіті. Вивчати каліграфію Лінь Сань-чжи почав у 16 років із копіювання стел часів династії Тан.
У 1918 році він уже утримував себе на кошти від продажу своїх калліграфічних і живописних робіт. Бажаючи продовжити навчання, приїхав у 1929 році до Шанхаю, де протягом трьох років відвідував уроки живопису Хуан Біньхуна і водночас пройшов повний курс каліграфічної підготовки. Він досконало вивчив усі еталонні твори статутних почерків, але спеціалізуватися в скоропису майстер почне лише в 60-річному віці. Крім цього у 1930-і роки Лінь Саньчжи захопився буддизмом і бойовими мистецтвами. Тому він навчався у монастирі Шаолінь. Освоєння практики дозволять Лінь Саньчжи зберегти рідкісну фізичну силу аж до 90-річного віку.
У 1947 році він викладає в університеті м. Хефей (провінція Аньхой). Після 1949 року, не будучи членом Комуністичної партії Китаю, він досить довго працює на дрібних посадах і тільки у 1963 році стає викладачем Нанкінської академії каліграфії і живопису (Наньцзін шухуа юань). Лінь Саньчжи любив простий спосіб життя і відрізнявся безпосередністю поведінки: середовищу інтелектуалів він волів товариство ченців і пустельників із селян. Повіривши в соціалізм як в можливість досягти кращого життя для простого народу, він з глибоким сумом сприйняв події «культурної революції» 1966—1976 років. В цей час і його не обійшла переслідуваннями.
Поховавши дружину, майстер у 1966 році раптово виїжджає з Нанкіна, і репресивні органи на час про нього забувають. Лінь Саньчжи живе то в Янчжоу, то в Уцзіне (провінція Цзянсу), де викладає каліграфію нечисленній групі учнів. Бажаючи вберегти їх від неприємностей, він тренує їх виключно на прописуванні творів Мао Цзедуна. Загальнокитайська слава прийшла до Лінь Саньчжи тільки у 80-ті роки, коли його визнали одним з найкращих поетів і каліграфів ХХ ст. Помер Лінь Саньчжи 6 грудня 1989 року.

## Творчість
Його скоропис відрізняє тонкість подовжених ліній, жорстко прописаних майже сухим пензлем. У каліграфічній традиції подібна манера письма називається «скоропис залізного дроту» (ті сянь цао). Розвиток стилю каліграфа йшло в руслі «напрямки вивчення прописів» (бей сюе пай) і поступово еволюціонувало від письма в жорсткій манері з підкреслено посиленим «остовом» (гу) в 60-річному віці, до м'якої пластиці лаконічно прописаних рис на сьомому десятку років. У 75 років майстер приходить до поглибленого розуміння усієї каліграфічної спадщини, а до 90-річчя він досягає спокійній стриманості, в своїй натхненності втілює «правильність без правил» (фа у фа).
Майстер працював пензлем з довгого овечого волоса, яку він попередньо просочував чистою водою і лише після того занурював у розчин густо натертої туші. Даний прийом освітлює туш і дозволяє прописувати деякі ієрогліфи майже безбарвної тушшю. Лінь Саньчжи назвав свою техніку туші «стародавні мізерні патьоки вороного тону, напівзнебарвлені» (гу шоу чи чи лазень у мо). Зовні це нагадує техніку «летюче біле» (фей бай), але створює більше тональних варіацій. Мінімізуючи кількість туші в рисах, скорочуючи їх форми і збільшуючи відстані між знаками, каліграф активізує порожнистість білого тла, перетворюючи його в інтенсивну, енергетично заряджену середу.
В історії китайської каліграфії ХХ ст. Лінь Саньчжи блискуче завершив лінію наступності Шень Іньмо — У Юйжу і зумів передати свій досвід молодому поколінню майстрів. Найбільш талановитим учнем Лінь Саньчжи вважається Ван Дунлін 王冬龄.